# Vittjärv
Vittjärv (finska Vihtajärvi) är en tätort i Bodens kommun.
Vittjärv ligger på Lule älvs norra sida, längs riksväg 97, blott ett par km nordväst om Boden. Strax väster om samhället fanns tidigare en fors men 1971 påbörjades där byggandet av Vittjärvs vattenkraftverk som stod färdigt 1975.
Vittjärvs IK är ortens idrottsförening.

## Befolkningsutveckling
| Befolkningsutvecklingen i Vittjärv 1960–2020 | Befolkningsutvecklingen i Vittjärv 1960–2020 | Befolkningsutvecklingen i Vittjärv 1960–2020 | Befolkningsutvecklingen i Vittjärv 1960–2020 | Befolkningsutvecklingen i Vittjärv 1960–2020 |
| -------------------------------------------- | -------------------------------------------- | -------------------------------------------- | -------------------------------------------- | -------------------------------------------- |
|                                              |                                              |                                              |                                              |                                              |
| År                                           |                                              |                                              | Folkmängd                                    | Areal (ha)                                   |
| 1960                                         | 1960                                         |                                              | 332                                          |                                              |
| 1965                                         | 1965                                         |                                              | 301                                          |                                              |
| 1970                                         | 1970                                         |                                              | 336                                          |                                              |
| 1975                                         | 1975                                         |                                              | 366                                          |                                              |
| 1980                                         | 1980                                         |                                              | 335                                          |                                              |
| 1990                                         | 1990                                         |                                              | 392                                          | 65                                           |
| 1995                                         | 1995                                         |                                              | 416                                          | 66                                           |
| 2000                                         | 2000                                         |                                              | 402                                          | 67                                           |
| 2005                                         | 2005                                         |                                              | 429                                          | 72                                           |
| 2010                                         | 2010                                         |                                              | 445                                          | 71                                           |
| 2015                                         | 2015                                         |                                              | 498                                          | 130                                          |
| 2020                                         | 2020                                         |                                              | 530                                          | 130                                          |
|                                              |                                              |                                              |                                              |                                              |